# Абака
Абаката, наричана още манилски коноп (Musa textilis), е вид високо, вечнозелено, многогодишно тропическо растение от семейство Бананови (Musaceae), което се култивира главно заради своите фибри.

## Описание
Въпреки че понякога е известен като манилски коноп, коноп Себу или коноп Давао, растението абака не е свързано с истинския коноп. Расте бързо и на височина достига до около 4 – 6 м. Има група от големи псевдостъбла, които могат да бъдат до 30 см в диаметър. Създава наземни корени, които се вкореняват на малко разстояние от родителското растение и образуват нови растения. Листата са продълговати, тъмнозелени отгоре и светлозелени от долната страна. Плодовете са негодни за консумация и съдържат семена с неправилна форма. Цветовете му се опрашват от птици и прилепи.
Стъблото му всъщност е псевдостъбло, съставено от леки листни дръжки, увити една около друга и поддържащи листа, които са едни от най-големите в растителното царство. Дръжките не са кръгли в напречно сечение, а по-скоро имат куха U-образна форма. Вътрешната му структура е добре проучена. Има надлъжни съдови снопове, осигуряващи структурна опора, както при много други едносемеделни растения. Различава се от тях по това, че има големи въздушни канали, които са разделени от тесни прегради, свързани на интервали от напречни, звездовидни паренхимни плочи. Затова вътрешната му структура се описва най-добре като полукуха.

## Условия за развитие
Подходящи за отглеждането на абака са леките (песъчливи) или средните и тежки (глинести) почви, които са добре дренирани. Предпочита слабо кисели, неутрални и основни (леко алкални) почви и може да расте в почви с висока киселинност. Предпочита влажна почва и не може да расте на сянка. Растението не е устойчиво на вятър.

## Разпространение
Видът произхожда от Филипините, но се отглежда още в тропичните части на Южна Америка и Океания, предимно във Филипините, Еквадор и Коста Рика.

## Приложение
В някои страни абаката е растение с голямо икономическо значение. Плодовете му са негодни за консумация, но то се отглежда заради висококачествените влакна, които се извличат от неговите дръжки. Влакното е най-здравото от всички естествени влакна и е известно със своята плаваемост, устойчивост на увреждане от солената вода и механична якост. От него се произвеждат подобни на коноп дълги лъскави текстилни влакна, които се извличат от листата и стъблото. Въжетата от абака са високо ценени в корабоплаването. Влакното може също да се пулпира и целулозата се включва в много специализирани хартиени продукти, включително пакетчета за чай, филтърна хартия и банкноти. Банкнотите на японските йени съдържат до 30% манилски коноп. Използват се и за направата на чанти, килими, дрехи, мебели и други текстилни изделия.
Днес абаката се отглежда като търговска култура най-вече във Филипините, където средното годишно производство е над 65 милиона тона и представлява 85% от общото световно производство. Другият основен производител на тази важна култура е Еквадор.
| № | Държава                    | Количество | %     |
| - | -------------------------- | ---------- | ----- |
| 1 | Филипини                   | 68 130,57  | 63,49 |
| 2 | Еквадор                    | 37 081,52  | 34,56 |
| 3 | Коста Рика                 | 1 250,8    | 1,17  |
| 4 | Индонезия                  | 558,15     | 0,52  |
| 5 | Екваториална Гвинея        | 236,04     | 0,22  |
| 6 | Кения                      | 52,16      | 0,04  |
|   | Общо световно производство | 107 309,24 | 100   |